# Sterreplein (Maastricht)
Het Sterreplein is een plein in het centrum van de Nederlandse stad Maastricht, gelegen in een rustige woonwijk op de oostelijke Maasoever. Het plein heeft de vorm van een regelmatige vijfhoek en is ingericht als plantsoen. De bebouwing bestaat uit een voormalig kerkgebouw en geschakelde woningen uit de jaren 1910.

## Naamgeving en ligging
Het plein is in 1911 genoemd naar het stervormig stratenpatroon van het wijkje, waarvan het Sterreplein het middelpunt vormt. Tevens verwijst de naam naar de vijfpuntige ster in het wapen van Maastricht, die ook terugkomt in de vorm van een haag in het midden van het plein. De straten die de ster vormen zijn merendeels genoemd naar beroemde achttiende en negentiende-eeuwse Maastrichtenaren (Membredestraat, Coclersstraat, Matthias Wijnandsstraat en Louis Loyensstraat). De vijfde radiaalstraat, de Turennestraat, is genoemd naar een lunet, dat hier ooit lag en dat op zijn beurt zijn naam dankte aan de beroemde Franse maarschalk Turenne. Alle straten kregen hun officiële naam in 1911, behalve de Mathias Wijnandsstraat, die al in 1900 zo genoemd werd.
Het Sterreplein ligt op de rechter Maasoever in Sint Maartenspoort, een buurt in het noordoosten van het Maastrichtse stadscentrum. Het circa 0,5 hectare grote plein heeft de vorm van een regelmatige vijfhoek (pentagoon), waarvan de lengte van de zijden circa 50 meter bedraagt. Vanaf elke hoek begint een radiaalstraat. Het Maastrichtse plein met vijf radiaalstraten is een miniversie van de Place de l'Étoile in Parijs, een 'sterreplein' waarop twaalf avenues uitkomen. Ook Brussel heeft een Sterreplein (Rond-Point de l'Etoile). Op dit plein komen zeven straten samen.

## Verkeer en inrichting
Het plein heeft een rustig karakter en heeft voor het wegverkeer slechts een lokale functie. Geen van de straten die erop uitkomen zijn doorgaande wegen. Op de rijweg geldt eenrichtingsverkeer (met de klok mee). Aan de kant van de huizen zijn parkeervakken (voor langsparkeren). Terwijl de trottoirs de vijfhoekige grondvorm van het plein volgen, vormt de rijweg een overgangszone naar het cirkelvormige plantsoen. De inrichting daarvan is gebaseerd op concentrische cirkels met als middelpunt een monumentale sierschaal. Dit object staat te midden van een stervormig geschoren haag van buxus, verwijzend naar de vijfpuntige ster in het wapen van Maastricht. Daaromheen ligt een gazon, omheind met een laag hekwerk. Rondom het gazon loop een breed wandelpad dat met grijze betonklinkers is geplaveid. In het pad zijn vijf segmentboogvormige stroken uitgespaard, die met bomen en heesters zijn beplant en waarin enkele zitbanken zijn geplaatst. Mede doordat alle huizen rondom het plein, even als de kerk, voortuinen bezitten, heeft het plein een groen karakter.

## Geschiedenis

### Voorgeschiedenis
In de omgeving van het Sterreplein zijn diverse graven uit de Romeinse tijd (2e-3e eeuw na Chr.) aangetroffen. Een daarvan bevond zich bij de hoek Sterreplein-Turennestraat, een ander bij de hoek Sterreplein-Coclersstraat. De vondsten kunnen erop wijzen dat hier de weg naar Heerlen liep, onderdeel van de zogenaamde Via Belgica.
Het gebied waar tegenwoordig het Sterreplein ligt, lag tot 1867 net buiten de gordel van vestingwerken van Maastricht. Begin zeventiende eeuw werd begonnen met de bouw van buitenwerken, waardoor Wyck in de eeuwen daarna steeds meer ingekapseld raakte. Na de inname van de stad door Frederik Hendrik in 1632 werd het Sint-Maartensbastion (bij de Sint-Maartenspoort) uitgebreid met een halve maan, waarvan de punt tot aan de zuidelijke bebouwing van het Sterreplein reikte.
De gemeentegrens van Maastricht liep langs de onderrand van het glacis, de afgeschuinde aarden wal die rondom de gordel van vestingwerken lag. Het gebied daarbuiten behoorde tot de annexatie van 1920 bij de gemeente Meerssen. Omdat het Sterreplein op het glacis lag, behoorde vrijwel het hele plein in de negentiende eeuw tot de gemeente Maastricht. Alleen het noordwestelijk deel, het huizenblok tussen de Louis Loyensstraat en de Membredestraat, was Meerssens grondgebied. Het daar gelegen perceel landbouwgrond behoorde in 1842 toe aan Conrad Quirenus Maurissen, rentenier te Wyck. Het gebied ten zuiden hiervan was eigendom van het Departement van Oorlog. Er mocht zo dicht bij de vestingwerken uiteraard niet gebouwd worden.

### Planvorming en eerste bebouwing

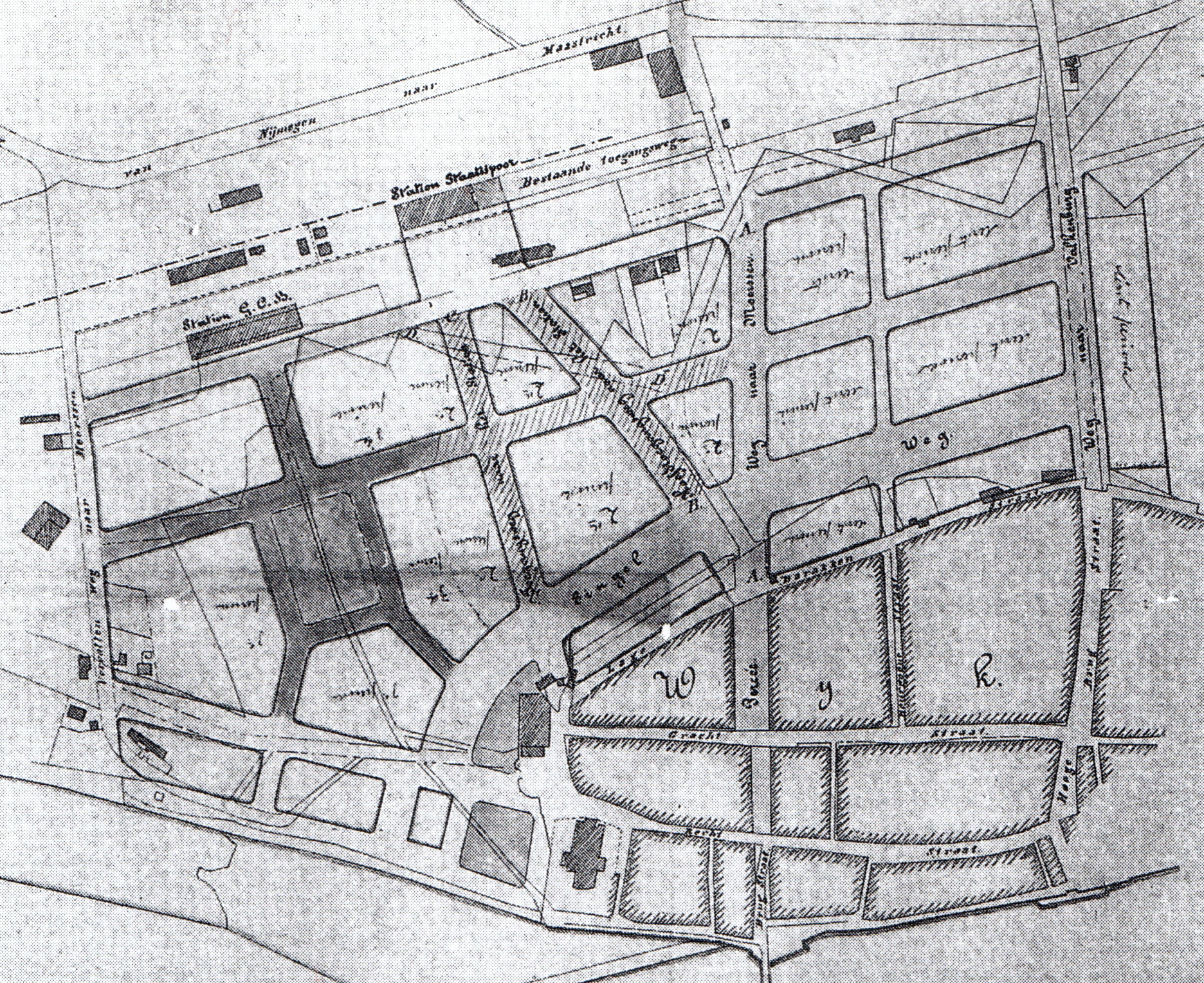
Stratenplan Wycker stadsuitbreiding (Brender à Brandis, 1882). Links het Sterreplein met doorgetrokken Alexander Battalaan. Het lichtgebogen pad van de Oeverwal naar Station G.C.B. is nog te zien

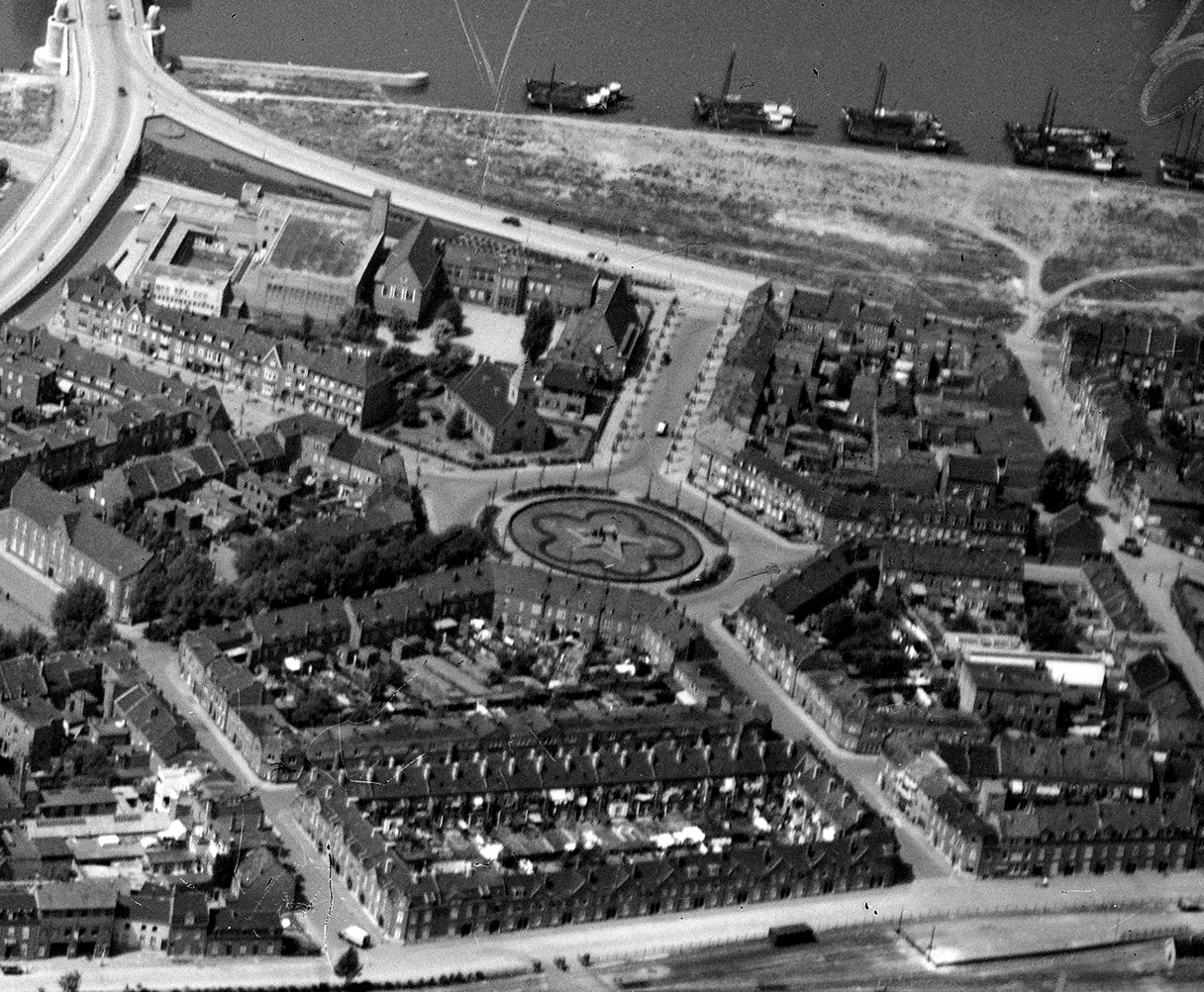
Luchtfoto Sterrepleinbuurt (ca. 1935)

In 1853 moest het eerste spoorwegstation van Maastricht gebouwd worden op grondgebied van de gemeente Meersen. Dit station, van de Aken-Maastrichtsche Spoorweg-Maatschappij, lag westelijk van het bastion Hertell (ter plekke van het Hertellplein, iets ten noorden van het Sterreplein). Het emplacement werd enkele jaren later naar het zuiden uitgebreid met de stations van de Grand Central Belge en de Maatschappij tot Exploitatie van Staatsspoorwegen. Eerstgenoemd station lag min of meer ten oosten van de Coclersstraat; het tweede bij de Sint Maartenslaan. Pas in 1912 werd het huidige, gezamenlijke station gebouwd, aan het Stationsplein tegenover de 'Percée'.
Na de opheffing van de vesting in 1867 en de daaropvolgende slechting van de vestingwerken, werden talloze plannen gemaakt voor de uitleg van de stad aan de Wycker kant. De nadruk lag sterk op een goede bereikbaarheid van de stations. Voorlopig moesten reiziger voor station Grand Central Belge gebruik maken van een provisorisch aangelegd pad, dat vanaf de Oeverwal bij de Sint-Martinuskerk over het nog niet bestaande Sterreplein naar het spoor liep. Door vertraging van de zijde van het Domeinbestuur, dat de vestinggronden in bezit had, werden de gronden pas in 1881 aan de gemeente overgedragen. Daarna moest het gebied, dat deels in het winterbed van de Maas lag, nog worden opgehoogd. Een deel van de benodigde aarde was afkomstig van het Sint-Antoniuseiland, dat vanaf 1884 werd afgegraven, een proces dat pas in 1895 was voltooid.
In de plannen van stadsarchitect W.J. Brender à Brandis uit de jaren 1880 is te zien dat de hoofdstructuur van de wijk zou bestaan uit twee assen: de 'Stationsweg' (de verlengde Wycker Brugstraat en de Stationsstraat) en de 'Singelweg' (de Wilhelminasingel). Noordelijk van de Percée is een 'Toegangsweg naar het Station' ingetekend, de huidige Sint Maartenslaan. Een alternatieve route, diagonaal lopend vanaf de Wycker Brugstraat naar het Station Staatsspoor, bleef onuitgevoerd. Het Sterreplein was gepland als een rechthoekig plein, wel al met vijf radiaalstraten, waaronder de toegangsweg tot het station Grand Central Belge, de latere Coclersstraat. De Alexander Battallaan zou via het Sterreplein worden doorgetrokken tot aan de Sint Antoniuslaan. Die straat wordt op het schetsplan aangeduid als "Vervallen weg naar Meerssen", omdat de overweg was verplaatst naar de Stationsstraat. Door de verschuiving van het stationsgebied naar het zuiden, werden de plannen voor de Sterrepleinbuurt minder urgent; uiteindelijk werd hier vanaf 1909 een woonwijk gerealiseerd, aanvankelijk met arbeiderswoningen, later ook ambtenarenwoningen.
Een deel van de wijk behoorde al vanaf het begin tot de protestantse enclave in het overwegend katholieke Maastricht, met onder andere een eigen verenigingsgebouw en school. De vorming van deze enclave in het begin van de twintigste eeuw was mogelijk een gevolg van de mobilisatie van 1914-1918, waarbij veel protestante militairen uit de noordelijke Nederlanden langs de landsgrenzen waren samengetrokken, waarvan een aantal zich blijvend in Maastricht vestigde. De in 1925-26 aan het Sterreplein gebouwde Gereformeerde Kerk maakte deel uit van die enclave, hoewel de hervormde protestanten in Maastricht dat wellicht anders zagen. De locatie, vlak bij het station, was bewust gekozen zodat gereformeerden uit het hele Limburgse Heuvelland op zondagochtend met de trein of bus naar de kerk konden komen.

### Latere ontwikkelingen
Op 18 augustus 1944 werd bij een geallieerde luchtaanval op de Spoorbrug Maastricht een groot deel van het naburige 'Roed Dörp' verwoest. Ook op het Sterreplein was veel schade.
In de jaren vijftig werden met het oog op het opkomend toerisme enkele huizen aan het Sterreplein verbouwd tot Hotel De Ster. Het hotel ontving vooral veel busreizigers. Bij grote drukte konden ook kamers elders in de buurt worden gehuurd, waarbij sommige bewoners vanwege de extra inkomsten bereid waren in de schuur te slapen.
De betonnen sierschaal werd waarschijnlijk in 1960, volgens sommige bronnen "kort na de oorlog", midden op het plein geplaatst. De bloemenschaal zou eerst in de hal van Station Maastricht hebben gestaan, door de Eerste Maastrichtse Dahliavereniging in 1941 geschonken ter gelegenheid van het honderdjarig bestaan van de Nederlandse Spoorwegen. Volgens een andere bron vond de plaatsing op het Sterreplein plaats in 1965 naar aanleiding van het honderdjarig bestaan van de spoorlijn Maastricht-Venlo. In de schaal stond enige tijd een Mariabeeld, dat door een bakker uit de Membredestraat was gemaakt.
In 1990 bleek de bodem op het Sterreplein verontreinigd met zware metalen.

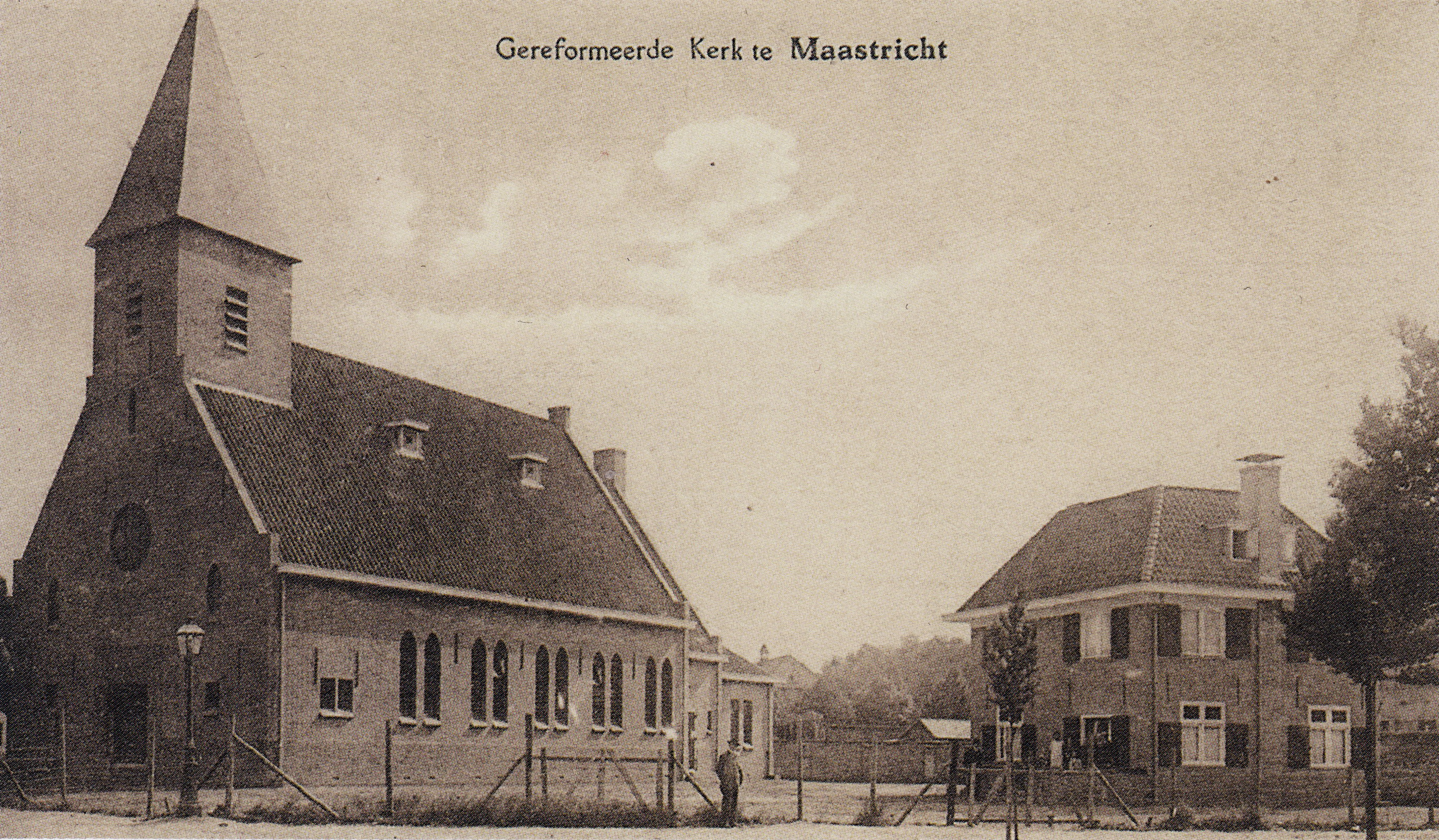
Gereformeerde Kerk, ca. 1925-30
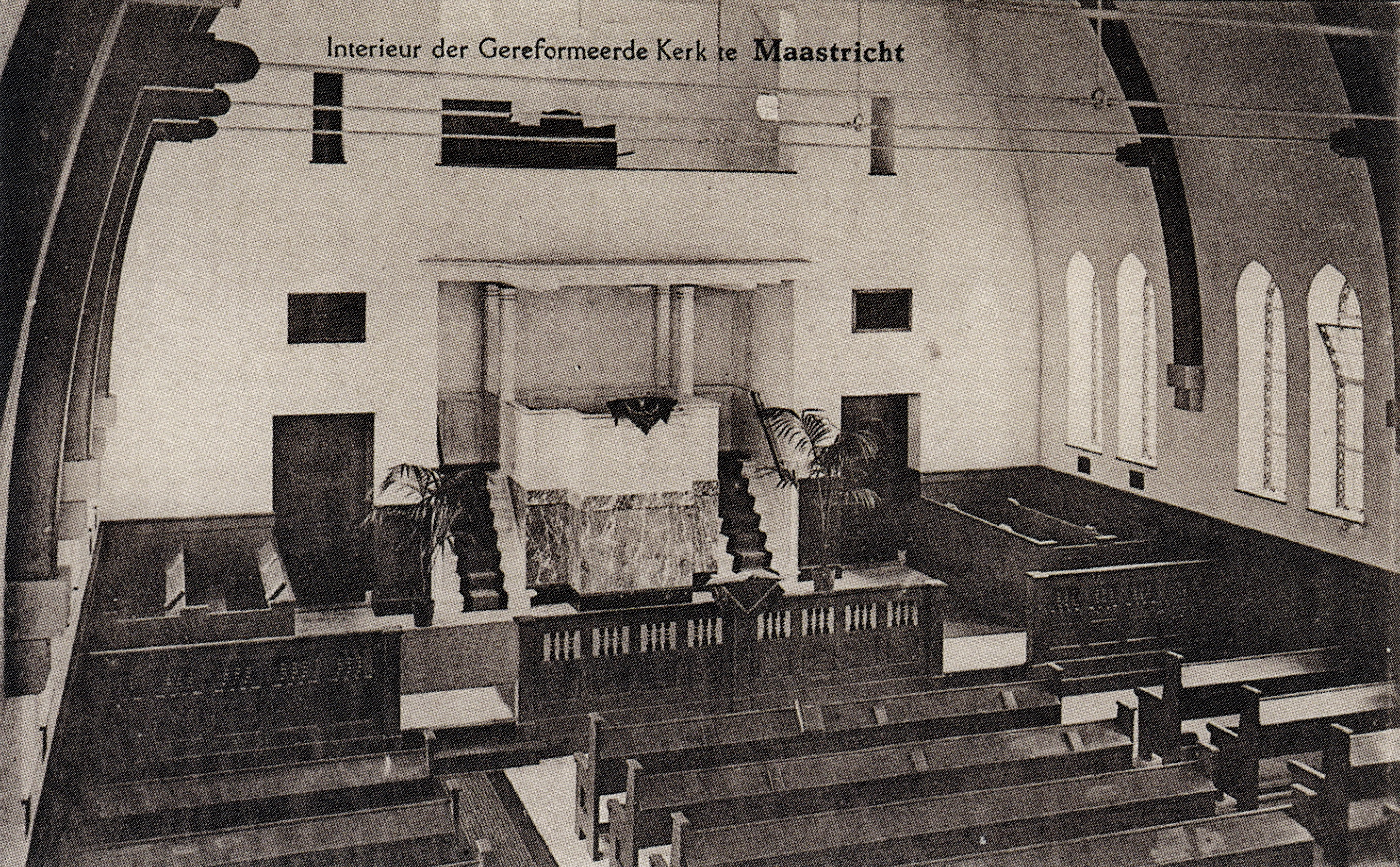
Idem, interieur
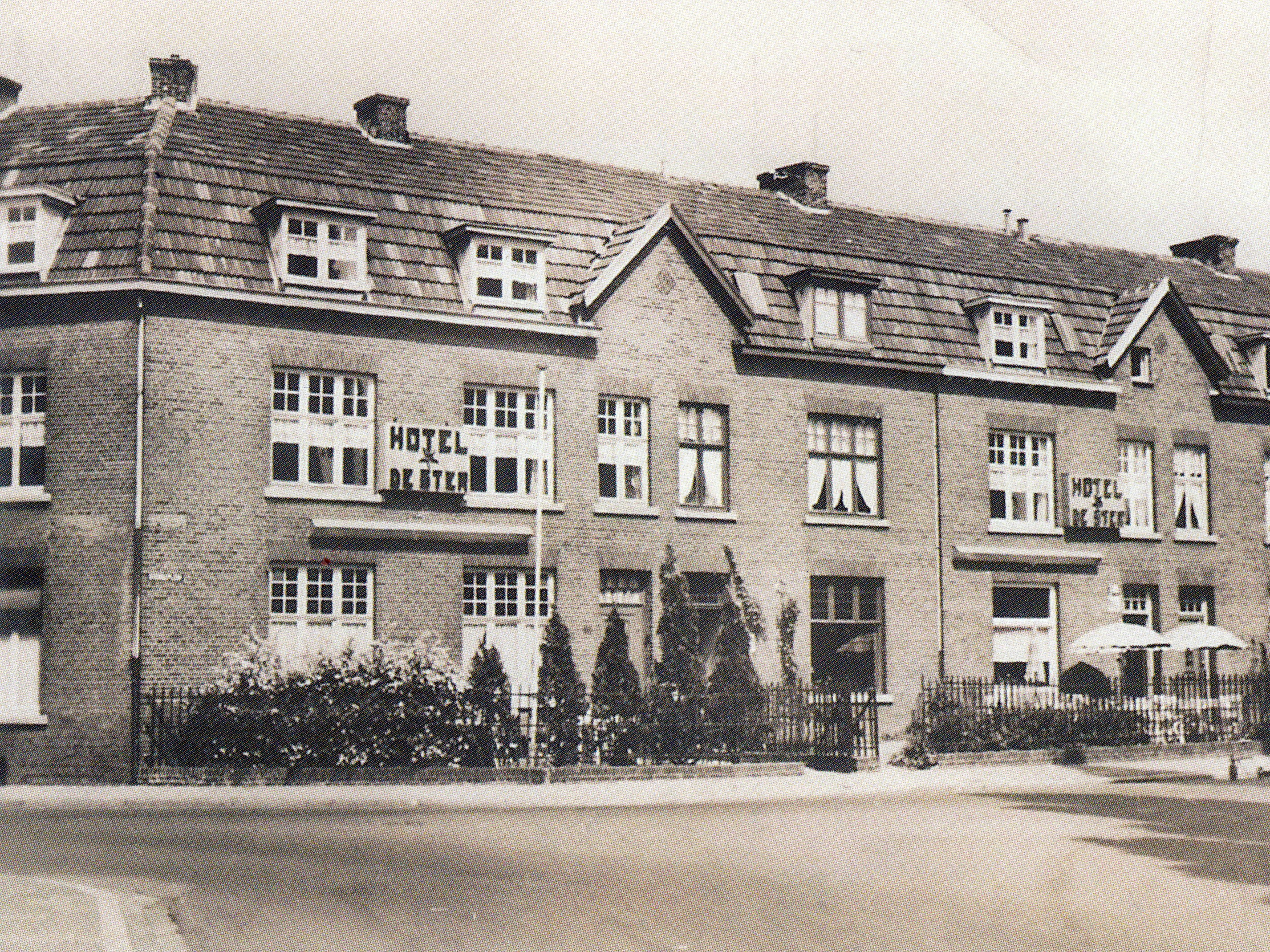
Hotel De Ster, ca. 1950
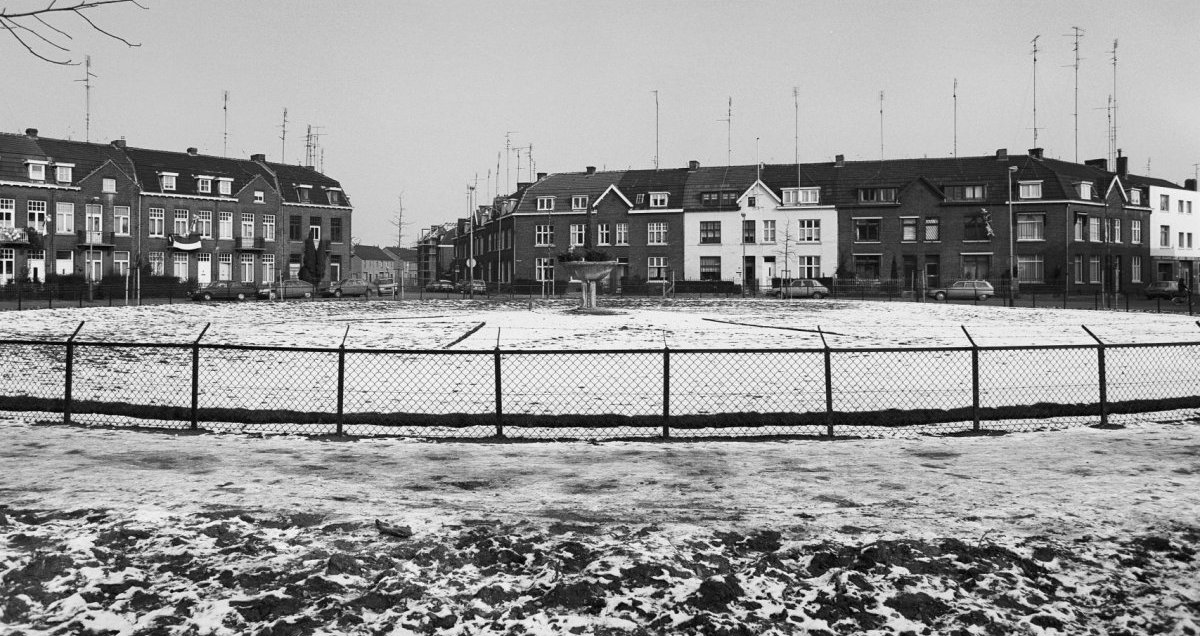
Sterreplein met tv-masten, winter 1983

## Architectuur, bezienswaardigheden
Het wijkje ten noorden van de Sint Maartenslaan kwam grotendeels tussen 1910 en 1925 tot stand. Qua structuur en architectuur verschilt het sterk van karakter met de aangrenzende stationsbuurt. Door het ontbreken van doorgaande straten heeft het een besloten karakter. De woningen zijn kleiner van schaal en soberder dan ten zuiden van de Sint Maartenslaan. De geschakelde huizen in de noord-, oost- en een deel van de zuidwand zijn qua architectuur min of meer identiek opgebouwd, met roodbruine baksteengevels, lijstgevels die elkaar afwisselen met puntgevels, en vrij hoge pannendaken met dakkapellen. Een van de huizen is wit geschilderd – inclusief de helft van de puntgevel – en valt daardoor enigszins uit de toon. Hoewel het plein een gaaf ensemble is uit de vroege twintigste eeuw, heeft de bebouwing geen monumentenstatus. Alleen de kerk en de sierschaal in het plantsoen zijn gemeentelijke monumenten.
De Sterrepleinkerk van architect Johannes Kortlang (1888-1945) uit 1926 is een eenvoudige, bakstenen zaalkerk met een hoog zadeldak en een toren in de typisch traditionalistische bouwstijl uit het interbellum. De vrij gedrongen kerktoren met ingesnoerde torenspits is geïntegreerd in de puntgevel aan de zijde van het Sterreplein, waar zich ook de hoofdingang, een groot rond venster en enkele kleinere vensters bevinden. De kerk is sinds 1990 niet meer als zodanig in gebruik. Anno 2020 is er een woning met atelier in gevestigd. Het gebouw is een gemeentelijk monument.
De betonnen bloemenschaal domineert het plein door zijn vorm en positionering. De schaal heeft een zeer brede kelk (doorsnede ca. 2 m), die geplaatst is op een voetstuk van ca. 1 m, dat de vorm heeft van een vierdelige pijlerbundel. Het geheel is ca. 180 cm hoog. De sierschaal uit 1941 werd in 1960(?) geschonken door de Nederlandse Spoorwegen.

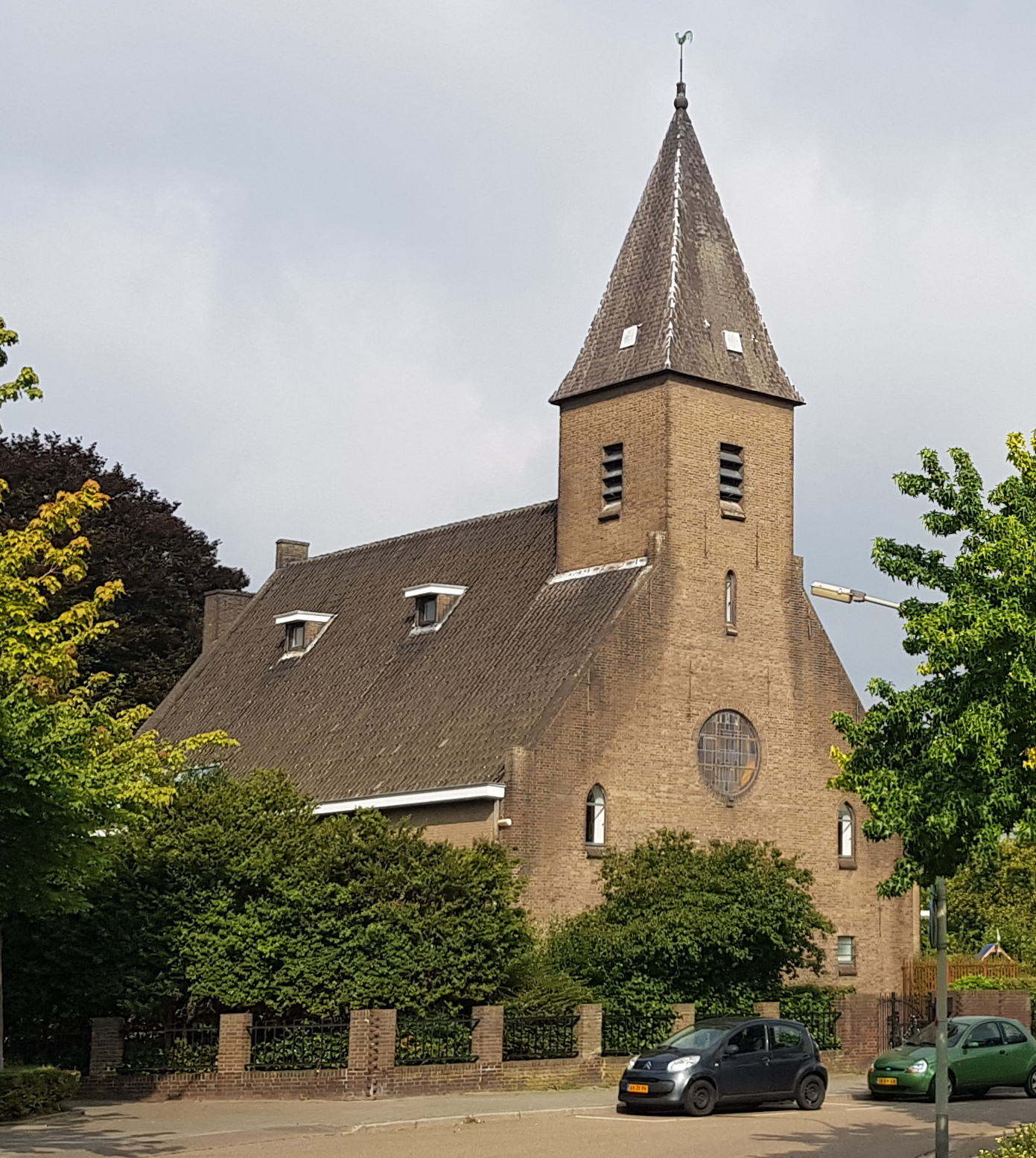
Sterrepleinkerk
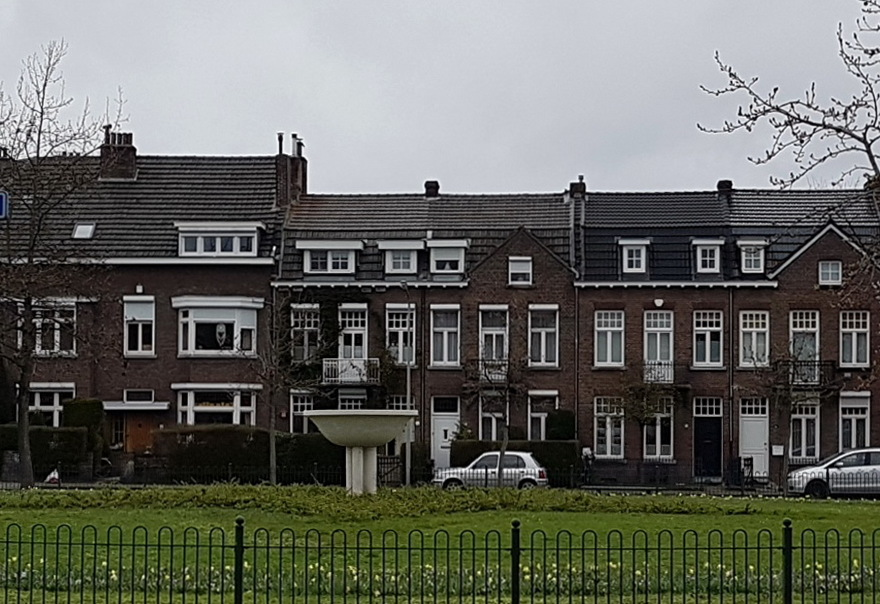
Noordwestzijde
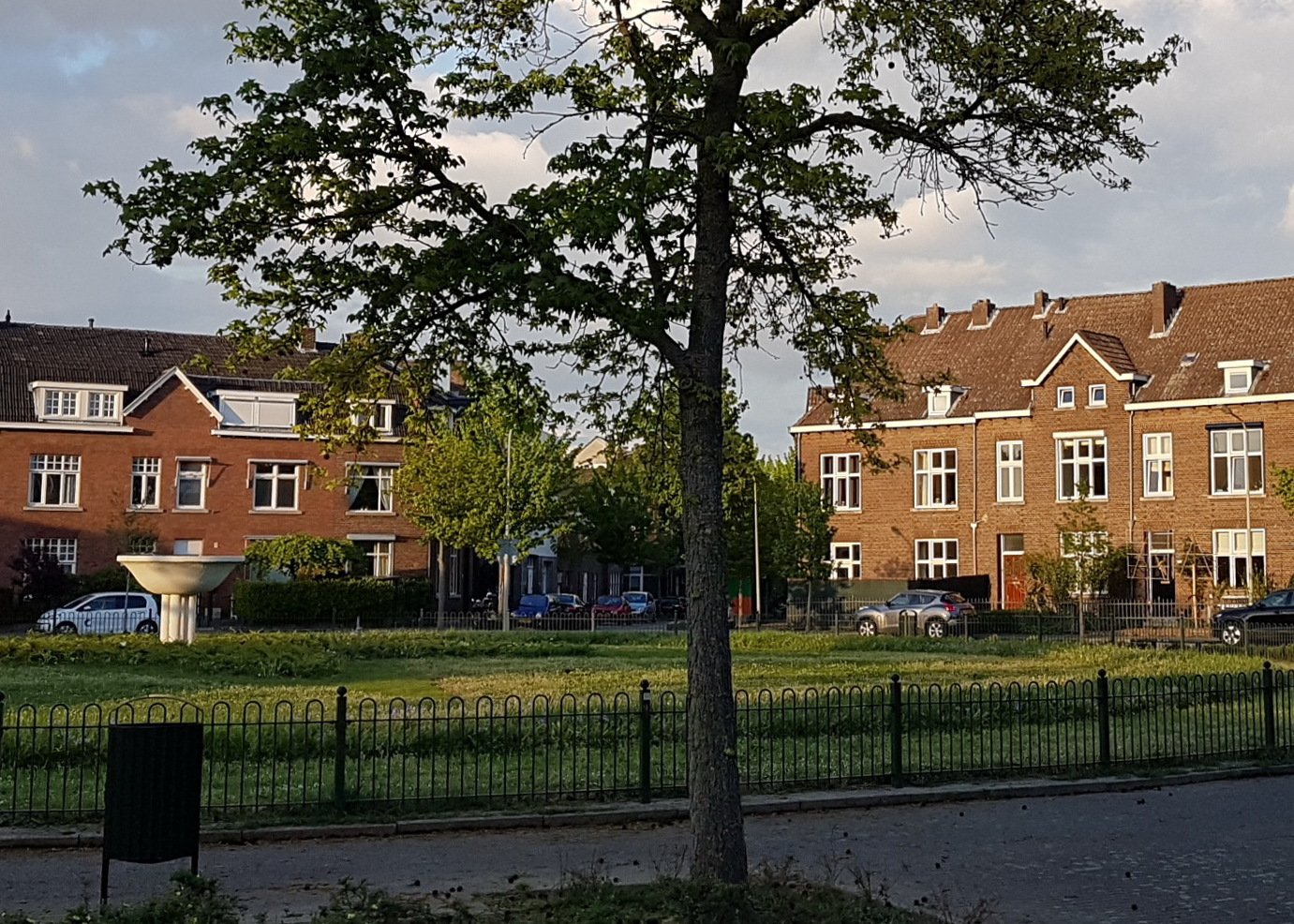
Oostzijde
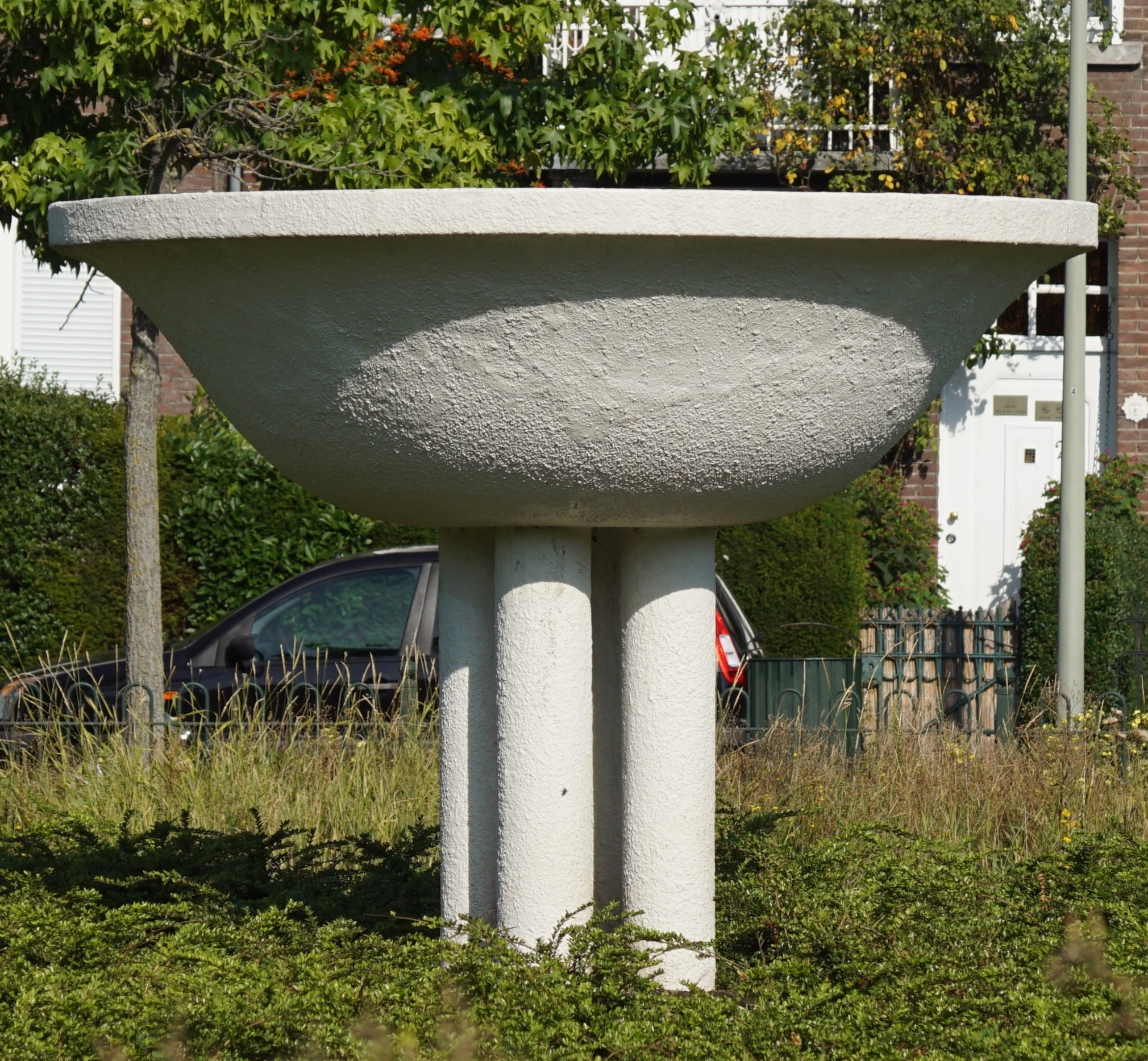
Bloemenschaal